# I viaggi di Giovannino Perdigiorno
I viaggi di Giovannino Perdigiorno è un libro per ragazzi di Gianni Rodari, pubblicato nel 1973.

## Tema
Si tratta di 15 poesie o filastrocche, ognuna delle quali narra un'avventura di Giovannino Perdigiorno, grande esploratore e viaggiatore già introdotto in altri racconti di Rodari, che visita posti incredibili: paesi dove gli uomini sono fatti di zucchero, di sapone, di burro, di ghiaccio, di gomma, di carta o di tabacco, il pianeta di cioccolato, quello fatto di nuvole, quello malinconico e quello fanciullo, quello abitato dagli uomini "più" (in cui ognuno detiene un record in qualche specialità), quello degli uomini blu (che, vedendo un uomo bianco, si spaventano, per poi capire che è un uomo anche lui e scusarsi), quello dove comanda il vento, quello dove nessuno va mai a dormire e quello dove tutti, invece di dire sì o no, rispondono sempre "ni" a qualsiasi domanda gli si ponga. L'ultimo paese visitato è il paese senza errore, dove tutto è perfetto.
Consigliato ai lettori di 5-6 anni, essendo il tema quello di un percorso di viaggio alla ricerca di un posto ideale, il libro suggerisce di continuare a cercare il meglio per sé stessi, senza rassegnarsi alle ottusità.

## Edizioni
- I viaggi di Giovannino Perdigiorno, collana Tantibambini, Illustrazioni di Florenzio Corona, n. 18, Torino, Einaudi, 1973.
- La gondola fantasma. Gli affari del signor Gatto. I viaggi di Giovannino Perdigiorno, collana Gli struzzi, n. 175 (ragazzi), Torino, Einaudi, 1978.
- I viaggi di Giovannino Perdigiorno, illustrazioni di Francesco Altan, San Dorligo della Valle, Einaudi Ragazzi, 1995.
- I viaggi di Giovannino Perdigiorno, collana Un libro in tasca, illustrazioni di Valeria Petrone, Edizioni EL, 2009, ISBN 978-88-477-2435-8.
- I viaggi di Giovannino Perdigiorno, collana Albumini, illustrazioni di Valeria Petrone, n. 14, Emme Edizioni, 2016, ISBN 978-88-671-4476-1.
- I viaggi di Giovannino Perdigiorno, collana La biblioteca di Gianni Rodari, illustrazioni di Desideria Guicciardini, n. 30, San Dorligo della Valle, Einaudi Ragazzi, 2012, ISBN 978-88-665-6006-7.